# 徐文远 (电气工程专家)
徐文远 (1962年9月—)，四川省乐山市人，山东大学教授，主要从事电能质量和分布式发电等方向的研究工作。入选中华人民共和国教育部第五批"长江学者"特聘教授。